# Ashford (Surrey)
Ashford è una cittadina di 25 240 abitanti della contea del Surrey, in Inghilterra.  Prima del 1965, Ashford faceva parte della contea di Middlesex.